# Джонс, Джим (рэпер)
Джим Джонс Родился 15 июля, 1976 в Гарлеме, Манхэттен, Нью-Йорк, США) — американский рэпер, наиболее известный, как один из основателей The Diplomats, также известных как Dipset. Он согенеральный директор Diplomat Records, которая издаёт музыку Dipset, а также директор A&R для Warner Music Group.

## Биография
Джонс родился в Гарлеме, Нью-Йорк. Учился в Католической Школе Гарлема. В возрасте 13 лет подружился с рэпером Juelz Santana. С 1998 года. до того как вступил в группу The Diplomats, был на бэк-вокале у рэпера Cam'Ron. Он также снял несколько видеоклипов для The Diplomats.
On My Way to Church это дебютный альбом Джима. С альбома вышло два сингла которые смогли попасть в чарт Billboard Hot 100. Это синглы «Certified Gangstaz» и «Crunk Muzik». Альбом достигнул 3 места в чарте Billboard 200. Альбом продался в количестве 792000 копий в США.
В 2005 году вышел второй альбом Джонса «Harlem: Diary of a Summer». Он достигнул 1 места в Billboard 200 и продался в количестве 2 миллионов копий в США. С альбома вышло три сингла: Summer Wit Miami (Billboard Hot 100 #6), Baby Girl (Billboard Hot 100 # 58) и What U Been Drinkin' On (Billboard Hot 100 # 78).
В 2006 году вышел его самый успешный альбом Huster's P.O.M.E. (Product of My Environment). Альбом дебютировал на первом месте в чарте Billboard 200 и продался в количестве 3 миллионов копий в США. Главным синглом альбома стала песня «We Fly High» которая достигла первого места в чарте Billboard Hot 100 и продалась в количестве 5 миллионов копий в США. Таким образом, это одна из самых продаваемых песен хип-хоп музыки. А видеоклип на эту песню стал одним из самых дорогих видеоклипов.
Джонс подписал контракт с Columbia Records в 2008 году. А в 2009 году он выпускает свой четвёртый альбом Pray IV Reign, который в очередной раз дебютировал на первом месте в чарте Billboard 200 и продался в количестве полтора миллиона в США. Помимо остальных трех синглов, с альбома был выпущен хит Pop Champagne, который достиг 3 места в Billboard Hot 100.
В 2011 году вышел пятый альбом Джонса Capo. Альбом достиг 2 места в чарте Billboard 200 и продался в количестве пол миллиона копий в США.
В 2018 году вышел шестой  альбом под названием «El Capo»,  в котором фигурировали такие люди, как Дэйв Ист, Рик Росс и другие.

## Конфликты

### С Tru-Life
Согласно интервью с Tru-Life в июльском выпуске 2006 г. Complex Magazine, распространились слухи, что Tru-Life сослался на Джима Джонса в своей неуважительной песне «Новый New York». Как сообщают, Джим Джонс прозвонил некоторым рэперам и рассказал им, что у него есть DVD от Tru-Life, опускающий их. Tru-Life ответил тем, что назвал Dipset со основателя Cam’ron «сукой.»
Потом Tru-Life созвал весь состав Dipset на афта-пати Дня парада Пуэрто-Рико в The Roxy в Нью-Йорке. Он назвал их «стукачами» и высмеял их сотрудничество с хип-хопом Западного Побережья и Южным рэпом.
Джонс ответил тем, что вызвал Tru-Life на спор со ставкой $50,000. Джонс позже заявил, что Tru-Life не ответил на его вызов, объясняя это тем, что Tru-Life не имеет веса в рэп индустрии и что у него недостаточно денег и мужества, чтобы принять его вызов.
Разборка продолжилась в 2007, когда Tru-Life выпустил свой микстейп с ведущим DJ J-Love под названием Tru York, содержащий неуважительные треки по отношению к Dip Set, обложка которого содержала наложенное изображение лица Джима Джонса на плавательный костюм героя фильма Borat. В ответ команда Джонса взломала официальный сайт Tru-Life и его аккаунт на Myspace.

### С Jay-Z
Разборка Джонса с Tru-Life вытекала из диспута между Cam’ron и Jay-Z, когда Tru-Life подписал соглашение с Jay-Z Roc-A-Fella лейблом. Джим Джонс также неуважительно отозвался о представлении Jay-Z президентом Def Jam Recordings.
С тех пор Jay-Z ответил неуважительным треком под названием «Brooklyn High» на бит Джонса «We Fly High». 1 декабря 2006 г. на BET Music Awards дебютировало видео Джонса «We Fly High» ремикс с Diddy, Birdman, T.I., Young Dro, и добавленным куплетом Juelz Santana из его ответа на «We Fly High Beef Mix».

## Дискография

### Альбомы
- 2004: On My Way to Church
- 2005: Harlem: Diary of a Summer
- 2006: Hustler’s P.O.M.E. (Product of My Environment)
- 2008: Back 2 Back
- 2009: Pray 4 Reign
- 2011: Capo